# Wiehe
Wiehe település Németországban, azon belül Türingiában. Lakosainak száma 1871 fő (2017. december 31.). Wiehe Kaiserpfalz községgel határos.

## Népesség
A település népességének változása:

| 2017 | 1 871 |